# Raoul Blanchard
Pour les articles homonymes, voir Blanchard.
Raoul Blanchard, né à Orléans le 4 septembre 1877 et mort à Paris le 24 mars 1965, est un géographe français. Enseignant à l'université de Grenoble à partir de 1906, il s'est particulièrement intéressé à la Plaine maritime flamande, aux Alpes françaises et au Québec.

## Biographie
Fils d'un inspecteur du Service des Eaux de la mairie d'Orléans, il fréquente l'école Sainte-Croix, puis le lycée Pothier, où il a pour professeur le géographe Louis Gallouédec. Admis à l'École normale supérieure en 1897, il est séduit par la géographie enseignée par Paul Vidal de La Blache. Il passe son agrégation en 1900 et devient professeur au lycée de Douai. Il décroche une bourse de recherche et Édouard Ardaillon lui obtient une vacation d'enseignement de géographie économique à l'Institut industriel du Nord (École centrale de Lille). Il prépare alors une thèse de géographie régionale sur la Flandre, qu'il soutient en 1906 sous le titre La Flandre. Étude géographique de la plaine flamande en France, Belgique, Hollande.
Il est nommé quelques mois après à la Faculté des lettres de l’université de Grenoble. En 1907, il fonde un centre d’étude sur les Alpes françaises, alors fort mal connues, l’Institut de géographie alpine, qu'il dote en 1913 d'une revue, le Recueil des travaux de l'Institut de géographie alpine, qui devient en 1920 la Revue de géographie alpine. La revue à laquelle Blanchard collabora pendant cinquante ans ainsi que l’institut existent toujours aujourd’hui. Nommé professeur en 1913, il est le « patron » de la géographie à l'université de Grenoble. Son autorité naturelle va de pair avec une grande liberté d’allure et d’expression : voix sonore, style dru, imagé, souvent teinté d’humour.
Raoul Blanchard est ensuite nommé professeur de géographie à l'université Harvard, dans le Massachusetts, où il a d'abord été professeur invité en 1917, au moment même de l'entrée en guerre des États-Unis. Ce poste, qu'il occupe de 1922 à 1936, lui donne l’occasion de passer quelques mois par an en Amérique. C’est alors qu’en 1929 il s’intéresse au Canada. Au vu de ses racines francophones et des facilités de travail qui lui sont offertes, Blanchard apprécie beaucoup de travailler sur ce vaste territoire du dominion encore vierge de toute étude géographique. Jusqu’en 1960, il séjourne une quinzaine de fois au Québec. Il est nommé professeur de géographie à Montréal en 1929. C’est ainsi qu’il commence à produire des documents sur le Québec avec une méthode strictement géographique. Au cours de cinq automnes, de 1929 à 1933, Blanchard parcourt le Québec, dont la Gaspésie à deux reprises, à pied et en voiture. Par deux fois également il se rend sur la côte nord du Saint-Laurent et à Natashquan. En homme habitué à l'Europe, il était très intéressé par la nouveauté du sujet que constituait alors le Québec. En 1930, il publie « Presqu’île de Gaspé » dans la revue Géographie alpine. C’était, dans cette revue, le premier d’une longue série d’articles sur le Canada et plus particulièrement le Québec.
Par la suite, Raoul Blanchard donne des conférences à Montréal, notamment à l'École des Hautes Études commerciales entre 1933 et 1939 puis à nouveau à l'École des Hautes Études commerciales ainsi qu'à la Faculté des lettres de l'Université de Montréal en 1945 et 1946. En 1947, il participe à la fondation d'un institut de géographie de l’université de Montréal, où il enseigne entre 1948 et 1949. Celui-ci qui devient en 1962 le département de géographie. Cet institut offre des cours d’été qui se déroulent en Gaspésie, au Nouveau-Brunswick et en Nouvelle-Écosse, selon la méthode utilisée lors de ses études de 1929. Il est nommé premier directeur de cet institut jusqu’à ce que la maladie le force à laisser sa place à l’un de ses élèves, Pierre Dagenais. À sa fondation en 1939, il est nommé président honoraire de la Société de géographie de Montréal et, en 1952, président de l’Association des géographes. En 1964, un an avant sa mort, le dernier ouvrage que publie Raoul Blanchard à Paris porte sur le Québec.
Le grand historien économique québécois, Albert Faucher, a salué l'œuvre québécoise de Blanchard en disant, dans un texte publié en 1962 :

« Il ne s'est jamais donné pour historien économiste et pourtant, dans ses enquêtes, il n'a jamais négligé la dimension temporelle des phénomènes spatiaux qu'il a étudiés. Ses ouvrages abondent en aperçus historiques. L'historien pourra le critiquer, il n'aura jamais fini de le consulter ou de le citer. Peut-être dira-t-on de lui ce que Talleyrand disait de Jeremy Bentham : on a beau le piller, il demeure riche. »

Raoul Blanchard est considéré comme le père de la géographie moderne au Québec. Le Québec possède grâce à lui de nombreux ouvrages sur sa géographie. Pour le remercier de cet apport, la commission de toponymie du Québec a donné son nom à un mont de 1 181 mètres d’altitude, le plus haut sommet des Laurentides, et le département de géographie de l'Université de Montréal l’a honoré en donnant son nom à sa plus grande salle de cours.

## Publications
Raoul Blanchard a publié 290 travaux qui couvrent des sujets et des régions très variés : la Flandre, les Alpes françaises (dont un ouvrage en 12 volumes), le Moyen-Orient, l’Amérique du Nord et notamment le Québec.
- La Flandre. Étude de géographie de la plaine flamande, en France, Belgique et Hollande, Armand Colin, Paris, 1906. Texte disponible en ligne sur LillOnum
- La densité de la population du département du Nord au XIXe siècle. (L. Danel, Lille, 1906) Texte disponible en ligne sur LillOnum
- « L’Habitation en Queyras », La Géographie, 1909
- « Sur quelques géants américains », Journal de la Société des Américanistes de Paris, Paris, 1909.
- Grenoble, étude de géographie urbaine, Armand Colin, Paris, 1911
- Rapport général de l'exposition internationale de la houille blanche et du tourisme, Grands établissements de l'imprimerie générale, Grenoble, 1925
- Les Alpes françaises, clichés de Fleury-Marius Seive, Arthaud, Paris, 1925, 1942, Prix littéraire des Alpes française[7].
- " La Corse ", Éditions J. Rey / B. Arthaud, Grenoble, 1927
- « Asie occidentale », Géographie universelle, sous la direction de Paul Vidal de La Blache et de Lucien Gallois), Armand Colin, Paris, 1929
- « La presqu'île de Gaspé », Revue de Géographie Alpine, Grenoble, 1930
- « Les Problèmes du Canada français », Académie des sciences morales et politiques, Paris, 1932
- « L'Amérique du Nord  : États-Unis, Canada et Alaska », Fayard, Paris, 1933
- « Géographie de l'industrie », 1934
- L'Est du Canada français, Province de Québec, 2 vol., Montréal, 1935
- Grenoble, étude de géographie urbaine, 3e édition, Librairie Didier & Richard, Grenoble, 1935.
- « Géographie de Québec », Bulletin de la Société de statistique, Grenoble, 1935.
- Les Alpes occidentales, 1937 ; 1958
- Géographie générale, 1938
- Le Centre du Canada français, 1947
- Montréal : esquisse de géographie urbaine, 1947.
- Le Québec par l'image, 1949
- La Mauricie, 1950
- L'Ouest du Canada français, 5 vol., Montréal, 1953-1954.
- Les Alpes et leur destin, Fayard, Paris, 1958
- Réflexions sur les hautes vallées alpestres, Grenoble, 1958
- Le Canada français, 1960-1964
- Le Canada français, 3e édition mise à jour, Presses universitaires de France, Paris, 1970

## Distinctions et hommages

### Europe
- En 1958, il est élu membre de l'Académie des sciences morales et politiques[8],[2].
- Grand officier de la Légion d'honneur (1959)[9].
- L'Académie française lui décerne deux fois le prix Broquette-Gonin : en 1959 (catégorie philosophie, pour Les Alpes et leur destin (A. Fayard, 1958)) et en 1962 (catégorie littérature, pour Ma jeunesse sous l’aile de Péguy (A. Fayard, 1961))[10].
- Raoul Blanchard est le seul géographe à avoir reçu la médaille d'or du CNRS (1960)[2].
- Il reçoit un doctorat honorifique de l'Université de Montréal en 1937[5].
- Il est nommé membre honoraire par la Société de géographie de Montréal en 1940[5].
- L'Association canadienne des géographes le proclame président honoraire en 1952[5].
- En 1966, l'Association des amis de l'université de Grenoble a publié un ouvrage intitulé Raoul Blanchard (1877-1965) : in memoriam, contenant une biographie du géographe.
- À Grenoble, il existe une rue Raoul-Blanchard dans le centre de la ville.
- Un collège porte le nom de Raoul-Blanchard à Annecy.
- Un laboratoire d'analyse spatiale nommé Raoul-Blanchard existe à Nice.
- Depuis le 5 juin 1954, une rue porte son nom à Coxyde (Belgique).

### Canada
- La Commission de toponymie du Québec a baptisé une de ses montagnes mont Raoul-Blanchard.
- La rue Raoul-Blanchard a été nommée en son honneur dans l'ancienne ville de Cap-Rouge, maintenant présente dans la ville de Québec depuis 1985.

## Sources
- Raoul Blanchard, 1935, L’Est du Canada français, Province de Québec,  Montréal, Librairie Beauchemain Limitée, 2 volumes.
- Raoul Blanchard, 1961, Ma jeunesse sous l'aile de Péguy, Paris, Fayard, 245 p.
- Raoul Blanchard, 1963, Je découvre l'Université. Douai, Lille, Grenoble, Paris, Fayard, 217 p.
- Louis-Edmond Hamelin, 1988, Commencer une géographie du Québec par la Gaspésie. Volume 26, no 3 (no 103), septembre 1988, p. 21-27.
- Université de Montréal. Les pionniers de la géographie, département de géographie. Page consultée le 6 novembre 2006.
- Maurice Saint-Yves, 2006, Raoul Blanchard, Encyclopédie canadienne.
- Numa Broc, 2001, École de Grenoble contre école de Paris : les Alpes, enjeu scientifique, Revue de Géographie Alpine, volume 89, no 4, p. 95-105.
- Thierry Paquot, 2003, « Blanchard, Raoul », in Jacques Lévy, Michel Lussault (dir.), Dictionnaire de la géographie et de l'espace des sociétés, Paris, Belin, p. 116-117.
- Michel Champagne, Société de géographie de Montréal 1939-1974 ; archive. Page consultée le 15 novembre 2006.
- Vincent Dufour, 2006, Biographie Raoul Blanchard, Travail de Session, Stage 1 : Problèmes, méthodes et instruments de la géographie, université du Québec à Rimouski (UQAR)
- Site de l'Institut de géographie alpine
- "Figure d'un géographe, Paul Vidal de la Blache (1845-1918)": une exposition virtuelle de l'équipe CNRS EHGO, très richement illustrée et informative, en particulier sur les vidaliens et leur relation avec Vidal (consultée en avril 2022)